# جون بنجامين راسيل
جون بنجامين راسيل (بالإنجليزية: John Benjamin Russell)‏ هو محامي نيوزيلندي، ولد في 1834، وتوفي في 1894.